# Euxoa haverkampfi
Euxoa haverkampfi är en fjärilsart som beskrevs av Standfuss 1893. Euxoa haverkampfi ingår i släktet Euxoa och familjen nattflyn. Inga underarter finns listade i Catalogue of Life.